# Шишкин, Василий Иванович (1780)
Василий Иванович Шишкин (ок. 1780, село Остров — 1845, Воронежская губерния) — русский коннозаводчик из крепостных, управляющий Хреновского конного завода, соратник и ученик графа Орлова.

## Биография
Был побочным сыном главного домового управляющего графа А. Г. Орлова-Чесменского, Бархатова. Родился в селе Остров около 1780 года, обучался в местной школе.
Был любимцем графа Орлова и сперва был главным кассиром, а затем стал главным конторщиком при Московском доме, где жил сам граф. Через три года после смерти графа, в 1811 году, его дочь, графиня Анна Алексеевна, назначила его управляющим Хреновским конским заводом, назначив ему большое жалованье; жил он в отдельной половине графского дома; другая половина оставалась для приезда самой графини, а также почётных гостей.
При посещении завода в 1818 году, император Александр I пожаловал Шишкину бриллиантовый перстень и выразил желание об освобождении его от крепостной зависимости. Получив вольную Шишкин оставался управляющим до 1831 года. Графиня Орлова-Чесменская, в свою очередь, за успешную продажу своего огромного имения Сальма, подарила Шишкину 250 тысяч рублей ассигнациями, как главному виновнику успеха этого миллионного дела. Таким образом, он был вполне обеспечен в материальном отношении, имел свой хутор, Ловяниковский, на котором был небольшой конный завод. Позднее этот завод получил название Алексеевский конный завод (в 1845 году завод был выкуплен правительством).
Стараниями Шишкина, с применением новаторских методов племенной работы, была выведена порода лошадей орловская рысистая.
С 5 февраля 1845 года В. И. Шишкин был членом-корреспондентом Комитета государственного коннозаводства.
Умер в 1845 году на хуторе Ловяниковском (Бобровский уезд, Воронежская губерния).
С именем В. И. Шишкина связано возведение коннозаводческого комплекса в Хреновом по проекту архитектора Жилярди.